# Per Alsén
Detta är en artikel om ingenjören Per Alsén. För spelmannen Per Hult Alcén, se Hultkläppen.
Per Alsén, född 13 januari 1916 i Kalmar, död 12 juni 2003 i Örgryte församling, var en svensk ingenjör och direktör.
Per Alsén tog examen vid KTH 1940 och utbildade sig därefter till mariningenjör. Han var anställd vid Sveriges ångpanneförening i Malmö 1945–1950. År 1950 kom han till Eriksbergs Mekaniska Verkstads AB där han blev direktör 1963 och VD 1975. Han blev ledamot av Ingenjörsvetenskapsakademien 1964. Alsén är begravd på Kvibergs kyrkogård i Göteborg.